# I Надёжный Флавиев Галльский легион
I Надёжный Флавиев Галльский легион (лат. Legio I Flavia Gallicana Constantia) — один из легионов поздней Римской империи.
Легион был, вероятно, был основан императором Констанцием I Хлором (правил в 293—306 годах) для защиты побережья Арморики как лимитан (пограничная армия). В течение IV века из состава легиона часто выделялись вексилляции. Солдаты подразделения находились в непосредственном распоряжении префекта легиона, который подчинялся дуксу армориканских и нервиканских дорог. Со временем легион стал псевдокомитатом (полевая армия) и находился под командованием магистра пехоты и V веке использовался в западной части Римской империи. В Галлии легион находился в ведении магистра конницы Галлии.
Возможно, что I Надёжный Флавиев легион, находившийся на востоке Римской империи, был преобразованной в легион вексилляцией I Надёжного Флавиева Галльского легиона.